# Crepis modocensis
Crepis modocensis es una especie de planta herbácea perteneciente a la familia de las asteráceas. 

## Distribución y hábitat
Es originaria del oeste de los Estados Unidos, desde Columbia Británica a California y Colorado, donde crece en varios tipos de hábitat de montaña y meseta. 

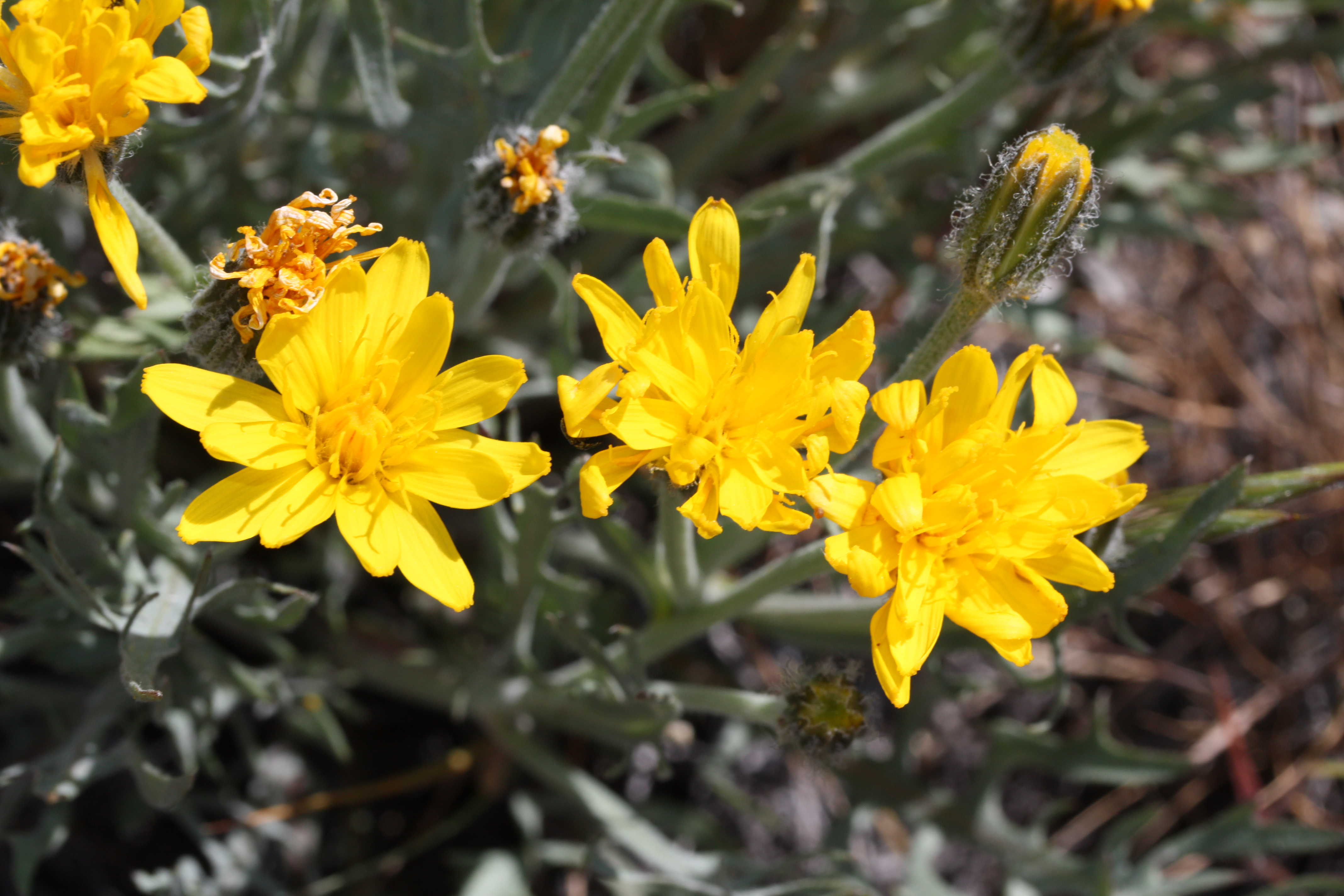

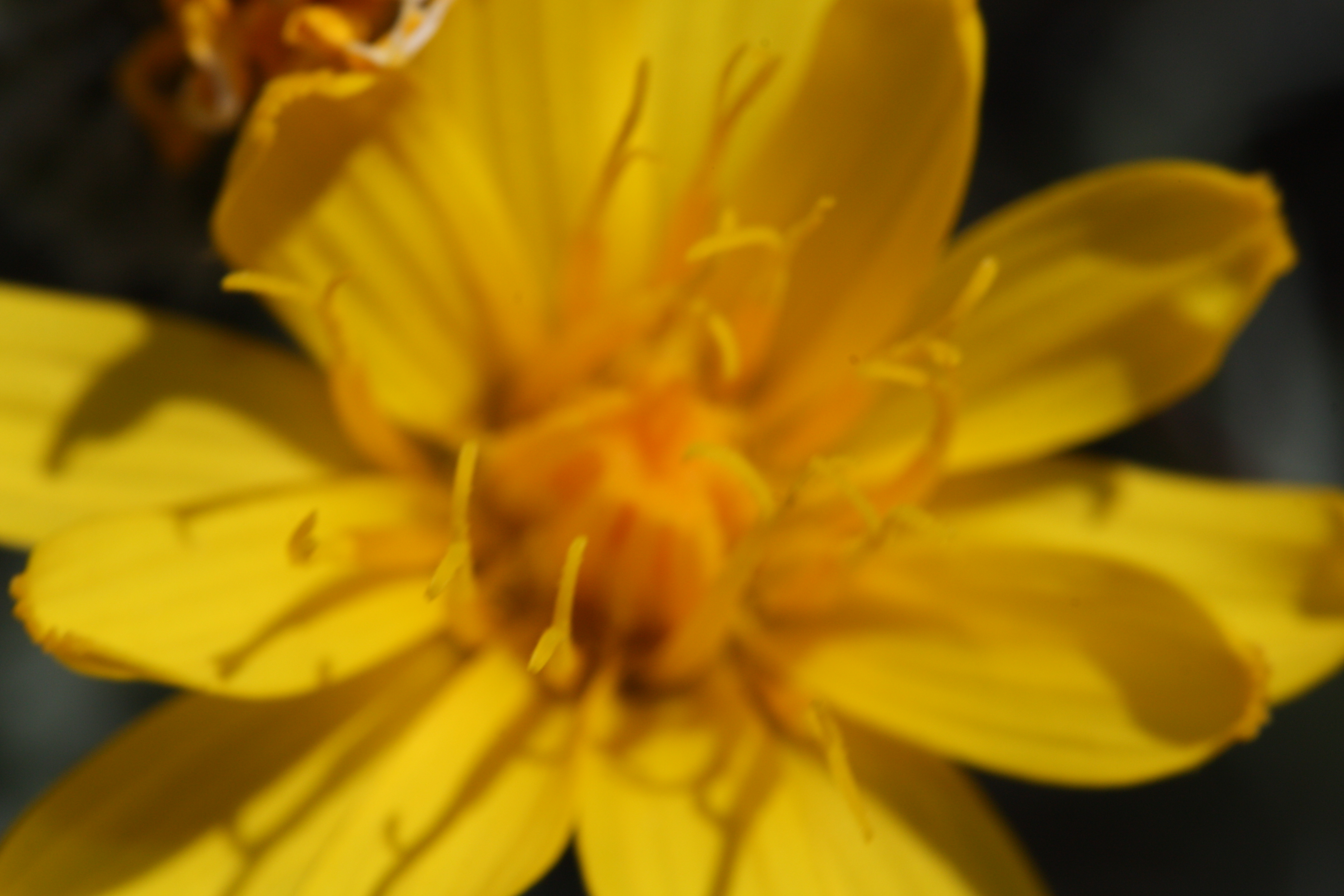

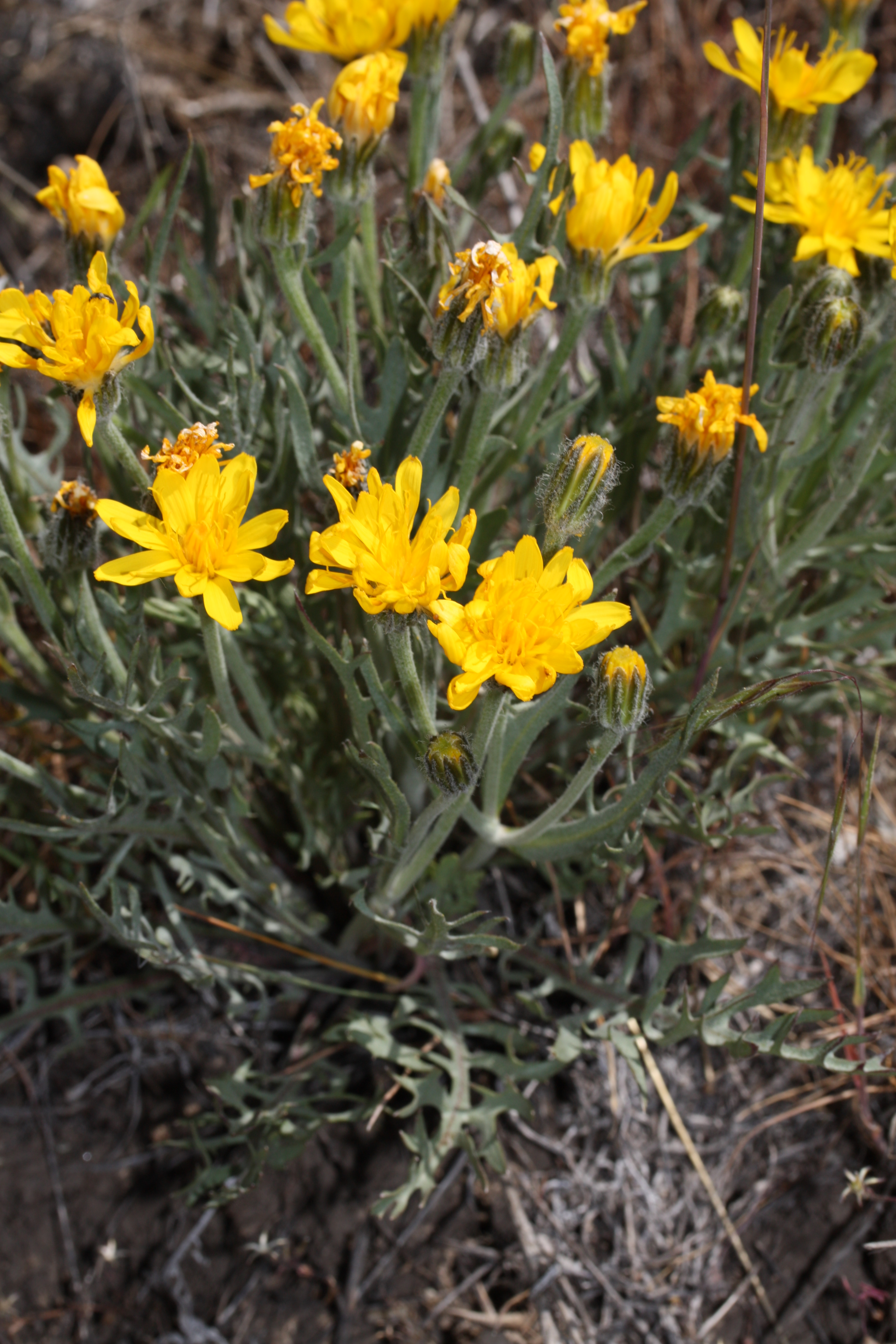

## Descripción
Es una planta herbácea perenne que crece con un tallo erecto de hasta 45 centímetros de altura y, a menudo lleno de largas cerdas. Las hojas a veces erizadas lanosas son oscuras  y con lóbulos agudos y contundentes. Las hojas más largas en la base de la planta llegan a unos 25 centímetros de largo. La inflorescencia tiene desde uno hasta diez capítulos de flores con brácteas ásperas o hirsutas y hasta 60 flores liguladas amarillas. El fruto es un aquenio con alrededor de un centímetro de largo  de color negro, verde o rojo a veces teñida, y tiene un blanco vilano.

## Taxonomía
Crepis modocensis fue descrita por Edward Lee Greene y publicado en Erythea 3(3): 48. 1895.
Etimología
Crepis: nombre genérico que deriva de las palabras griegas: 
krepis, que significa " zapatilla "o" sandalia ", posiblemente en referencia a la forma de la fruta.
modocensis: epíteto
Variedades aceptadas
- Crepis modocensis subsp. glareosa (Piper) Babc. & Stebbins
- Crepis modocensis subsp. rostrata (Coville) Babc. & Stebbins
- Crepis modocensis subsp. subacaulis (Kellogg) Babc. & Stebbins

Sinonimia
- Crepis modocensis var. modocensis
- Crepis modocensis subsp. modocensis
- Crepis scopulorum Coville
- Psilochenia modocensis (Greene) W.A.Weber
- Psilochenia modocensis subsp. modocensis